# La Rivière-du-Nord
Pour les articles homonymes, voir La Rivière.
La Rivière-du-Nord est une municipalité régionale de comté (MRC) canadienne du Québec située dans la région des Laurentides. Son chef-lieu est Saint-Jérôme.

## Géographie

### Entités territoriales
La MRC est constituée de cinq municipalités locales.
| Nom             | Statut       | Population 2021 | Superficie (km2) | Densité (h/km2) | Ref. |
| --------------- | ------------ | --------------- | ---------------- | --------------- | ---- |
| Prévost         | Ville        | 13 692          | 35,1             | 390,09          |      |
| Saint-Colomban  | Ville        | 17 740          | 94               | 188,72          |      |
| Saint-Hippolyte | Municipalité | 10 669          | 132,6            | 80,46           |      |
| Saint-Jérôme    | Ville        | 80 213          | 92,9             | 863,43          |      |
| Sainte-Sophie   | Municipalité | 18 080          | 111,5            | 162,15          |      |
| Total           | Total        | 140 394         | 451,02           | 311,28          |      |

## Démographie
| 1986   | 1991   | 1996   | 2001   | 2006    | 2011    | 2016    | 2021    |
| ------ | ------ | ------ | ------ | ------- | ------- | ------- | ------- |
| 62 042 | 73 896 | 83 773 | 90 419 | 101 571 | 115 165 | 128 170 | 140 394 |

## Administration
| Période                                  | Période  | Identité               | Étiquette                | Qualité |
| ---------------------------------------- | -------- | ---------------------- | ------------------------ | ------- |
| 2009                                     | 2013     | Yvon Brière            | Maire de Sainte-Sophie   |         |
| 2013                                     | 2021     | Bruno Laroche          | Maire de Saint-Hippolyte |         |
| 2021                                     | En cours | Xavier-Antoine Lalande | Maire de Saint-Colomban  |         |
| Les données manquantes sont à compléter. |          |                        |                          |         |